# Jose Luna
Jose Luna (Manilla, 28 juni 1861 - 21 januari 1917) was een Filipijns dokter en revolutionair.

## Biografie
Jose Luna werd geboren op 28 juni 1861 in de Filipijnse hoofdstad Manilla. Hij was het vierde kind van zeven van Joaquin Luna en Laureana Novicio. Een oudere broer was kunstschilder Juan Luna. Een jongere broer was generaal Antonio Luna. Jose Luna studeerde na het voltooien van de Ateneo de Manila medicijnen aan de University of Santo Tomas. Na het behalen van zijn doktersdiploma in maart 1884 was hij vanaf 1888 tot de uitbraak van de Filipijnse revolutie dokter in het district Binondo in Manilla.
In september 1896 werd Jose samen met zijn broers Juan en Antonio gearresteerd op verdenking van betrokkenheid bij de revolutie. Later was hij gedurende de tweede fase van de revolutie een van de afgevaardigden van het Malolos Congres, het parlement van de revolutionairen. Ook werd hij in oktober 1898 benoemd tot lid van de faculteit medicijnen van de nieuw opgerichte Universidad Cientifico-Literaria de Filipinas. Het jaar erna en gedurende de Filipijns-Amerikaanse Oorlog was Luna arts bij de revolutionaire troepen. Na de oorlog begon hij een eigen kliniek aan Magdalena Street en later aan Tortuasa Street in Manilla, waar hij tot zijn dood in 1917 op 55-jarige leeftijd, praktiseerde.